# Saint-Aignan-sur-Ry
Saint-Aignan-sur-Ry là một xã thuộc tỉnh Seine-Maritime trong vùng Normandie miền bắc nước Pháp.

### Huy hiệu
| Arms of Saint-Aignan-sur-Ry | The arms of Saint-Aignan-sur-Ry are blazoned: Tierced per fess 1: Vert, 2 harrows Or; 2: Argent, in fess 3 crescents azure; 3: Gules, 2 ginko biloba leaves Or. |

## Dân số
| Năm | 1962 | 1968 | 1975 | 1982 | 1990 | 1999 | 2006 |
| --- | ---- | ---- | ---- | ---- | ---- | ---- | ---- |
| Dân số | 170  | 162  | 178  | 200  | 265  | 282  | 299  |
| From the year 1962 on: No double counting—residents of multiple communes (e.g. students and military personnel) are counted only once. |      |      |      |      |      |      |      |